# Peter Ward (Leichtathlet)
Peter Hans Dudley Ward (* 7. Februar 1913 in Berlin; † 13. Januar 2009 in Cley next the Sea, Norfolk, England) war ein britischer Langstreckenläufer.

## Werdegang
Ward wurde in Berlin als Sohn britischer Eltern geboren. Nach Rückkehr in die englische Heimat nach dem Ersten Weltkrieg besuchte er die St. Faith's School und studierte an der University of Cambridge.
Während seiner Studienzeit avancierte Ward zu den besten Langstreckenläufern seines Landes. Als AAA-Meister des Jahres 1936 über drei Meilen qualifizierte er sich für das britische Team bei den Olympischen Sommerspielen in Berlin. Dort erreichte er über 5000 Meter das Finale und belegte am Ende mit einer Zeit von 14:57,2 Minuten Rang 11. Als einziges Teammitglied mit fließenden Kenntnissen der deutschen Sprache fungierte er während der Spiele als inoffizieller Übersetzer und traf dabei auf Adolf Hitler, als dieser der britischen Mannschaft einen Besuch abstattete.
Die nacholympische Saison wurde zu seiner erfolgreichsten: Er verteidigte seinen AAA-Titel über drei Meilen, gewann das 5000-Meter-Rennen bei den Internationalen Universitätsspielen in Paris und siegte bei drei von vier Länderkämpfen des britischen Leichtathletikverbandes. Bei den British Empire Games 1938 in Sydney gewann er über drei Meilen hinter dem Neuseeländer Cecil Matthews die Silbermedaille, im Rennen über sechs Meilen stieg er vorzeitig aus.
Während des Zweiten Weltkriegs diente er im Rang eines Majors in der Royal Artillery. Nach Kriegsende kehrte er zum Sport zurück und stand im erweiterten Kandidatenkreis für die Olympischen Sommerspiele 1948 in London.
Nach seinem Rückzug vom Leistungssport gründete er in Cambridge erfolgreich den Laborinstrumentehersteller Grant Instruments.